# Fußballer des Jahres (Tschechoslowakei)
Der Titel Tschechoslowakischer Fußballer des Jahres war eine Ehrung, die von 1965 bis zur Auflösung der Tschechoslowakei 1992 durch das tschechoslowakische Sportmagazin Stadion in Zusammenarbeit mit dem Tschechoslowakischen Fußballverband vergeben wurde. Wahlberechtigt waren Sportjournalisten und Fußballtrainer.
Der langjährige tschechoslowakische Nationaltorwart Ivo Viktor von Dukla Prag wurde insgesamt fünfmal zwischen 1968 und 1976, und damit mit Abstand am häufigsten, ausgezeichnet.
Die Ehrung wurde 1993 von der Wahl zum Fußballer des Jahres Tschechiens sowie der Slowakei abgelöst.
| Jahr | Spieler          | Nationalität | Verein            | Anmerkungen                                                                |
| ---- | ---------------- | ------------ | ----------------- | -------------------------------------------------------------------------- |
| 1965 | Ján Popluhár     | slowakische  | Slovan Bratislava | erster Titelträger; erster in der heutigen Slowakei spielender Titelträger |
| 1966 | Josef Masopust   | tschechische | Dukla Prag        | erster in der heutigen Tschechischen Republik spielender Titelträger       |
| 1967 | Ján Geleta       | slowakische  | Dukla Prag        |                                                                            |
| 1968 | Ivo Viktor       | tschechische | Dukla Prag        |                                                                            |
| 1969 | Ladislav Kuna    | slowakische  | Spartak Trnava    |                                                                            |
| 1970 | Karol Dobiaš     | slowakische  | Spartak Trnava    |                                                                            |
| 1971 | Karol Dobiaš     | slowakische  | Spartak Trnava    |                                                                            |
| 1972 | Ivo Viktor       | tschechische | Dukla Prag        |                                                                            |
| 1973 | Ivo Viktor       | tschechische | Dukla Prag        |                                                                            |
| 1974 | Ján Pivarník     | slowakische  | Slovan Bratislava | letzter in der heutigen Slowakei spielender Titelträger                    |
| 1975 | Ivo Viktor       | tschechische | Dukla Prag        |                                                                            |
| 1976 | Ivo Viktor       | tschechische | Dukla Prag        |                                                                            |
| 1977 | Karel Kroupa     | tschechische | Zbrojovka Brno    |                                                                            |
| 1978 | Zdeněk Nehoda    | tschechische | Dukla Prag        |                                                                            |
| 1979 | Zdeněk Nehoda    | tschechische | Dukla Prag        |                                                                            |
| 1980 | Antonín Panenka  | tschechische | Bohemians Prag    |                                                                            |
| 1981 | Ján Kozák        | slowakische  | Dukla Prag        |                                                                            |
| 1982 | Jan Fiala        | tschechische | Dukla Prag        |                                                                            |
| 1983 | Ladislav Vízek   | tschechische | Dukla Prag        |                                                                            |
| 1984 | Jan Berger       | tschechische | Dukla Prag        |                                                                            |
| 1985 | Ladislav Vízek   | tschechische | Dukla Prag        |                                                                            |
| 1986 | Jozef Chovanec   | slowakische  | Sparta Prag       |                                                                            |
| 1987 | Ivan Hašek       | tschechische | Sparta Prag       |                                                                            |
| 1988 | Ivan Hašek       | tschechische | Sparta Prag       |                                                                            |
| 1989 | Michal Bílek     | tschechische | Sparta Prag       | letzter in der Tschechoslowakei spielender Titelträger                     |
| 1990 | Ján Kocian       | slowakische  | FC St. Pauli      | erster nicht in der Tschechoslowakei spielender Titelträger                |
| 1991 | Tomáš Skuhravý   | tschechische | CFC Genua         |                                                                            |
| 1992 | Ľubomír Moravčík | slowakische  | AS Saint-Étienne  | 20. und letzter ausgezeichneter Spieler                                    |

## Weblink
- Fußballer des Jahres der Tschechoslowakei auf rsssf.org